# Рицинова олія

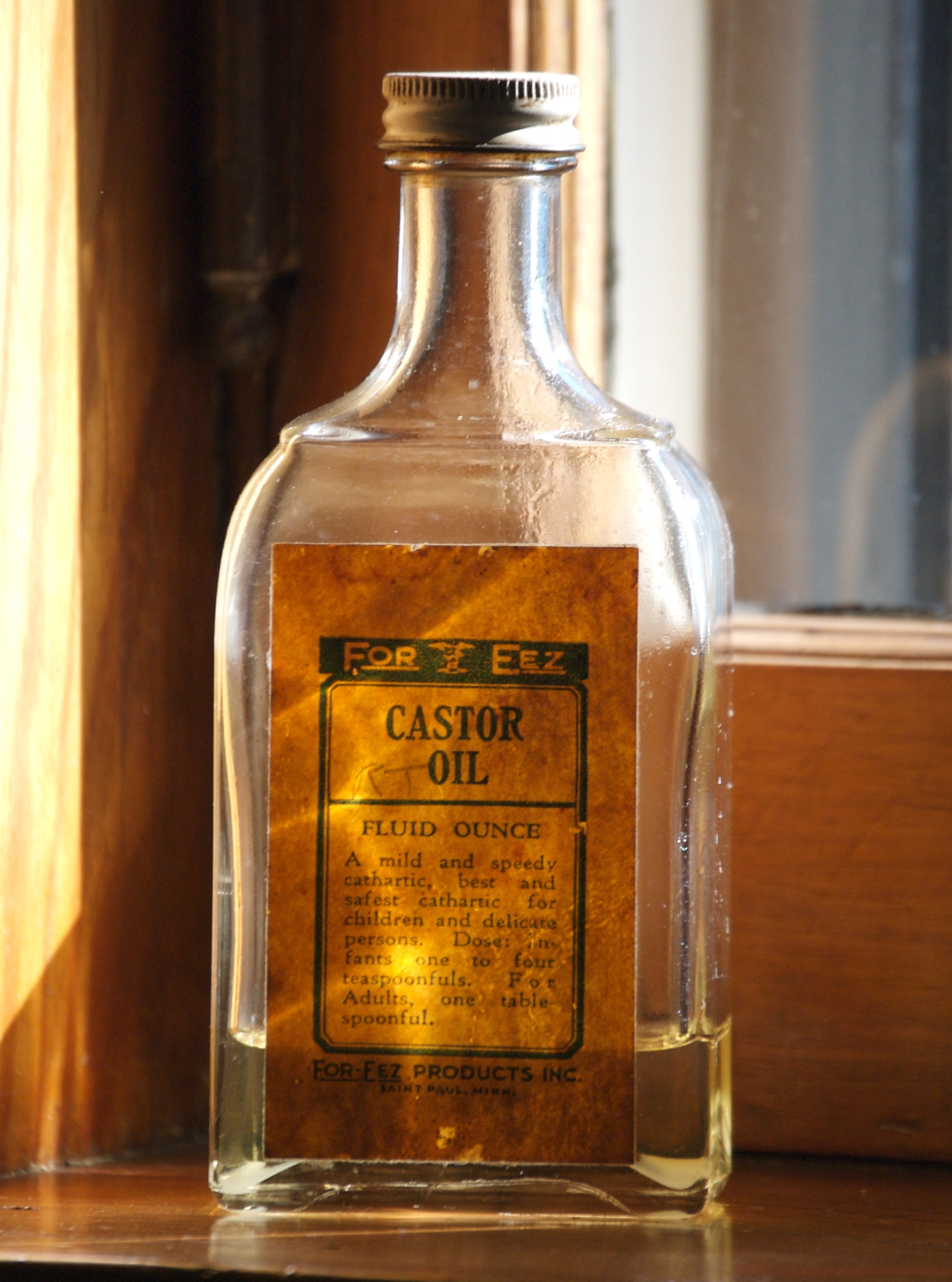
Пляшка рицинової олії

Рици́нова олія, касторова олія, розм. касторове масло, касторка (лат. oleum ricini) — олія, яку отримують з рицини (Ricinus communis). Молекулярна формула: C3H5(C18H33O3)3. Це безбарвна або блідо-жовта рідина зі слабким запахом або без запаху. Температура кипіння 313 °C, її густина складає 961 кг/м³. Касторова олія приблизно на 90 % складається з ацилгліцеролу рицинолевої кислоти. До її складу також входять гліцериди олеїнової і лінолевої кислот.

## Склад

Структурна формула гліцериду рицинолевої кислоти

| Середній вміст речовин у рициновій олії (жирні кислоти) | Середній вміст речовин у рициновій олії (жирні кислоти) |
| ------------------------------------------------------- | ------------------------------------------------------- |
| Кислота                                                 | Середній вміст                                          |
| Рицинолева кислота                                      | 85–95 %                                                 |
| Олеїнова кислота                                        | 2–6 %                                                   |
| Лінолева кислота                                        | 1–5 %                                                   |
| Ліноленова кислота                                      | 0,5–1 %                                                 |
| Стеаринова кислота                                      | 0,5–1 %                                                 |
| Пальмітинова кислота                                    | 0,5–1 %                                                 |
| Дигідроксистеаринова кислота                            | 0,3–0,5 %                                               |
| Інші                                                    | 0,2–0,5 %                                               |

## Використання
Рицинова олія — в'язка, добре розчинна в спирті рідина, яка використовується у техніці, лакофарбовій і хімічній промисловості, медицині. До появи якісних мінеральних, а згодом синтетичних олив, рицинова олія була найкращим мастилом для авіаційних двигунів та інших механізмів, що працюють у складних умовах. На прокатних станах освоєно холодну прокатку з застосуванням суміші пальмової, а з 50-х років — рицинової олії з водою, що значно поліпшує якість жерсті, зокрема чистоту її поверхні.
Рицинова олія є незамінною для догляду за виробами з гладкої шкіри: взуттям, одягом тощо. Вона добре усмоктується, не загусає з часом, надає шкірі гнучкості і водовідштовхувальних властивостей, відновлює її, якщо вона пересохла. Оптимальним є застосування рицинової олії в суміші з лляною олією та бджолиним воском в пропорції 8:1:1.

## Фармакологічні властивості
Рицинова олія належить до проносних засобів. При прийманні внутрішньо в тонкій кишці розщеплюється ліпазою з утворенням рицинолевої кислоти, яка спричинює подразнення рецепторів кишки і рефлекторно посилює його перистальтику.
Проносний ефект, як правило, розвивається через 5–6 год після приймання препарату. Після випорожнення кишки настає послаблення перистальтики.